# ديفيد أوليفيرا
ديفيد أوليفيرا (بالإسبانية: David Olivera)‏ هو مصور إسباني، ولد في 1972.

## وصلات خارجية
- ديفيد أوليفيرا على موقع IMDb (الإنجليزية)